# Bernard Allen
Bernard Allen (irisch Bernard Ó hAilín, * 9. September 1944 in Cork; † 23. Juni 2024) war ein irischer Politiker und von 1981 bis 2011 Abgeordneter im Dáil Éireann, dem Unterhaus des irischen Parlaments.

## Leben
Allen besuchte die North Monastery Christian Brothers School und studierte am University College Cork (UCC). Seine politische Karriere begann Ende der 1970er-Jahre. Von 1979 bis 1995 war Allen Mitglied des Stadtrates von Cork (Cork City Council). In dieser Zeit hatte er 1988 bis 1989 das Amt des Lord Mayor of Cork inne. Erstmals 1981 für die Fine Gael in den 22. Dáil Éireann gewählt, verteidigte er bei den folgenden Wahlen sein Mandat. Vom 20. Dezember 1994 bis zum 26. Juni 1997 war Allen Staatsminister im Bildungsministerium sowie im Umweltministerium. Während des 29. Dáil war er vom 20. Oktober 2004 bis zum 29. April 2007 Vorsitzender des Unterausschusses für europäische Angelegenheiten (Sub Committee on European Affairs). Bei den Wahlen zum 31. Dáil Éireann im Februar 2011 verzichtete er auf eine erneute Kandidatur und zog sich aus der Politik zurück.
Allen starb am 23. Juni 2024 im Alter von 79 Jahren.